# Výbor pro životní prostředí Poslanecké sněmovny Parlamentu České republiky
Výbor pro životní prostředí Poslanecké sněmovny Parlamentu ČR projednává dokumenty z oblasti ochrany životního prostředí. Jde zejména o normy týkající se ochrany přírody a krajiny, ochrany vod, ochrany ovzduší, ochrany zemědělského půdního fondu, odpadového hospodářství, výkonu státní geologické služby, ochrany nerostného bohatství, nebo posuzování vlivů na životní prostředí. 
Výbor se zabývá návrhy rozpočtu a závěrečnými účty Státního fondu životního prostředí, Českého báňského úřadu a Ministerstva životního prostředí. Pořádá také odborné semináře a kulaté stoly k aktuálním tématům a problémům v environmentální oblasti.

## Předsedové výboru v historii

### Výbor pro životní prostředí
| Předseda       | Strana | Strana                 | Doba vykonávání úřadu | Foto |
| -------------- | ------ | ---------------------- | --------------------- | ---- |
| Libor Ambrozek |        | KDU-ČSL                | 2006–2010             |      |
| Milan Šťovíček |        | VV, později nezařazený | 2010–2013             |      |
| Robin Böhnisch |        | ČSSD                   | 2013–2017             |      |
| Dana Balcarová |        | Piráti                 | 2017–2021             |      |
| Jana Krutáková |        | STAN                   | 2021–dosud            |      |

## Výbor pro životní prostředí (24.11.2017 – 21.10.2021)

### Místopředsedové výboru
- Ing. Jaroslav Holík
- doc. PaedDr. Ilona Mauritzová, Ph.D.
- Ing. Karel Tureček
- RNDr. Jan Zahradník

## Výbor pro životní prostředí (27.11.2013 – 26.10.2017)

### Místopředsedové výboru
- Ing. Josef Hájek
- Olga Havlová
- Ing. Jaroslav Holík
- Ing. Kateřina Konečná
- RSDr. Josef Nekl
- Ing. Václav Zemek

## Výbor pro životní prostředí (24.06.2010 – 28.08.2013)

### Místopředsedové výboru
- PhDr. Robin Böhnisch
- Ing. Kateřina Konečná
- prof. Ing. Dr. Bořivoj Šarapatka, CSc.
- Mgr. Tomáš Úlehla

## Výbor pro životní prostředí (12.09.2006 – 03.06.2010)

### Místopředsedové výboru
- PhDr. Robin Böhnisch
- Mgr. Vladimír Dlouhý
- Jan Látka
- Ing. arch. Václav Mencl
- Ladislav Mlčák